# Dragonul slav

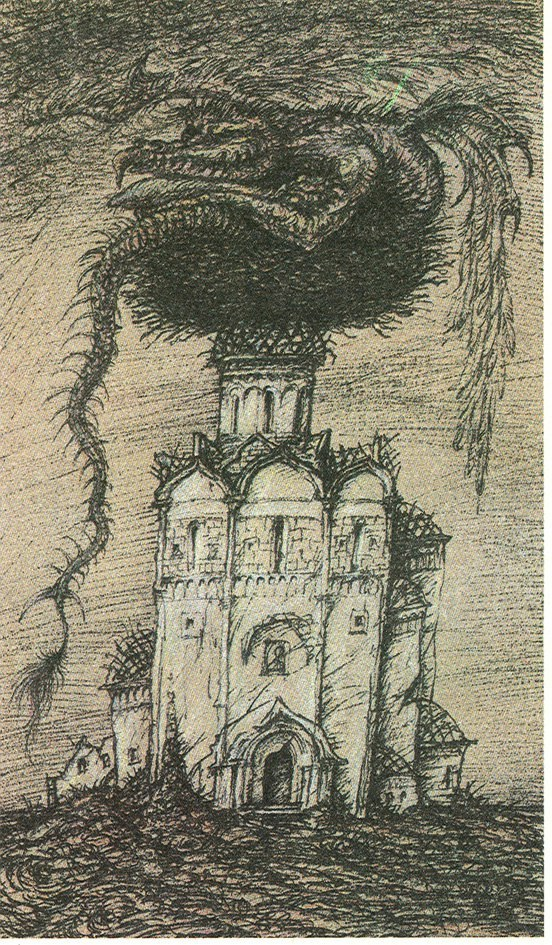
Mihail Zlatkovski. Caricatură reprezentând renașterea păgânismului în Rusia, 1977.

Prin dragon slav se înțelege orice dragon din mitologia slavă, inclusiv zmei din limba rusă (змей⁠(d) ), zmii ucrainean (змій⁠(d) ) și omologii săi din alte culturi slave: zmei bulgar (змей), slovacul drak și šarkan, cehul drak, poloneză żmij, sârbo-croatul zmaj (змај), macedoneanul zmej (змеј) și slovenul zmaj. Zmeu-ul românesc este tot un dragon slav, dar s-a propus o etimologie neînrudită.
Un zmei poate avea fie înfățișare de fiară, fie de om, uneori seducând femei, dar de regulă joacă rolul de antagonist principal în literatura rusă. În Balcani, tipul zmei este în general considerat binevoitor, spre deosebire de dragonii malefici cunoscuți sub numele de lamia⁠(d), ala⁠(d) (sau hala), aždaja.
De asemenea pot fi incluse denumirea poloneză smok (ex. Dragonul Wawel din Cracovia) și cea ucraineană și belarusă smok (смок), tsmok (цмок). În unele tradiții slave, smok este un șarpe obișnuit care, pe măsură ce crește, se poate transforma într-un adevărat dragon.
Câteva dintre caracteristicile comune referitoare la dragonii slavi sunt: identificarea lor ca stăpâni ai vremii sau ai surselor de apă; își încep viața ca șerpi; atât masculul, cât și femela se pot îndrăgosti de oameni.

## Etimologie
Termenii slavi descind din proto-slavul zmьjь. Derivarea ulterioară conform căreia cuvintele sârbo-croate zmaj („dragon”) și zemlja („pământ”) descind din aceeași rădăcină proto-slavă zьm-, din gradul zero al proto-indo-european-ului ǵhdem, a fost propusă de lingvistul croat Petar Skok. Cercetătorii lituanieni subliniază, de asemenea, că legătura șarpelui (zmei) cu tărâmul pământean este și mai pronunțată în incantațiile populare, deoarece numele său ar însemna etimologic „pământean (ființă); ceea ce se strecoară sub pământ”.
Formele și ortografiile sunt: în rusă: zmei / змей (pl. zmei / зме́и); ucraineană: zmiy / змій⁠(d) (pl. zmiii / змії); bulgară: zmei / змей (pl. zmeiove / змейове); poloneză: żmij (pl. żmije); sârbo-croată: zmaj / змај (pl. zmajevi / зма̀јеви); slovenă: zmaj, zmáj sau zmàj (pl. zmáji sau zmáji).

## Zmeirus

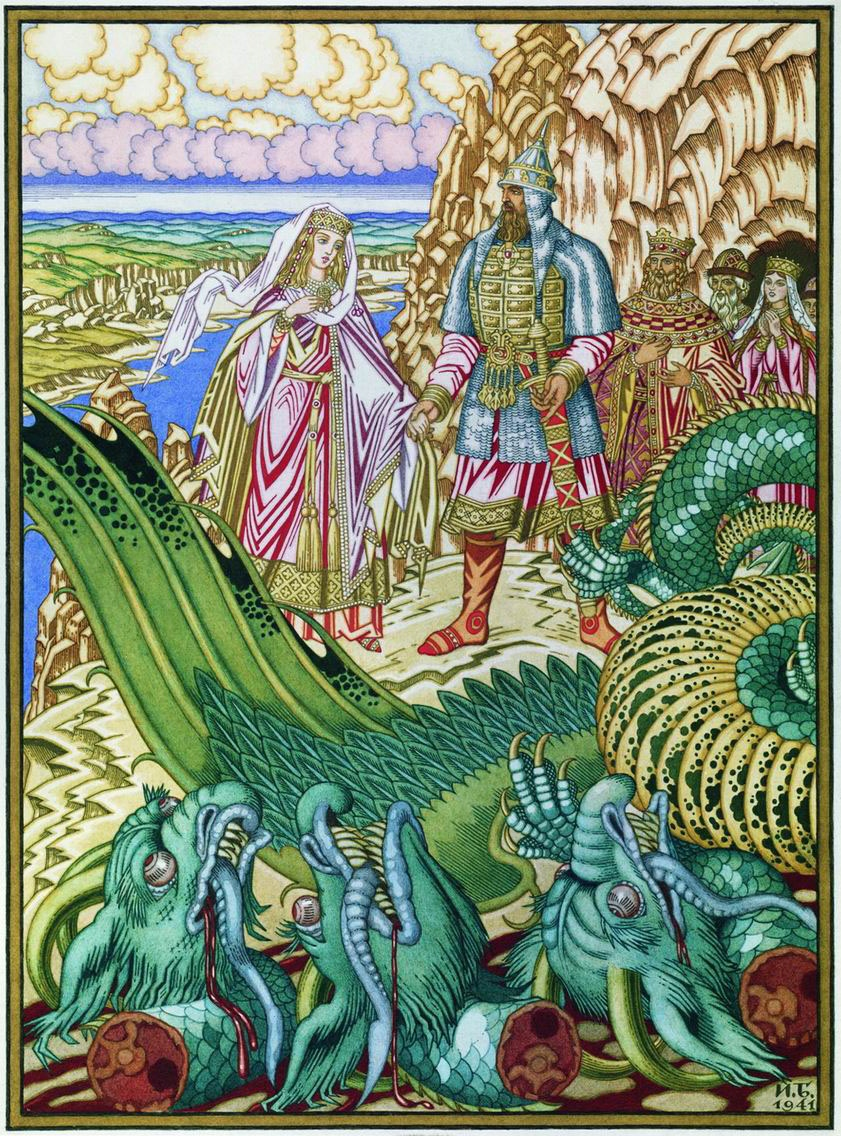
Dobrînea Nikitici o salvează pe Prințesa Zabava din brațele lui Zmei Gorînîci, de Ivan Bilibin

În legendele din Rusia și Ucraina, o creatură asemănătoare dragonului, Zmei Gorînîci⁠(d) (rusă Змей Горыныч⁠(d) sau ucraineană Змій Горинич), are între trei și douăsprezece capete, și Tugarin Zmeievici⁠(d) (literal: „Tugarin, fiul Dragonului”), cunoscut sub numele de zmei-bogatîr („dragon-erou”), este un dragon cu aspect uman, care apare în literatura eroică rusă (sau din Rusia Kieveană). Numele „Tugarin” se poate referi la oamenii din stepa turcă sau mongolă.

### Ciudo-Iudo

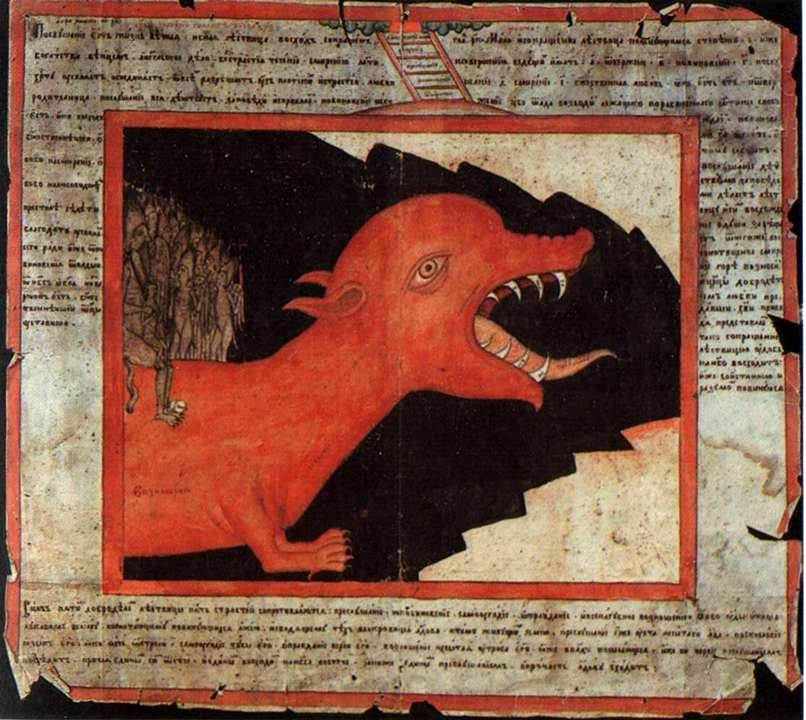
Ciudo-Iudo. Veche imprimare rusă populară (lubok)

Ciudo-Iudo (sau Ciudo-iudo, чудо-юдо; pl. Ciuda-Iuda) este un dragon cu mai multe capete, prezent în unele variante de basme, de regulă considerat a fi dragon de apă. Unele legende îl înfățișează drept fratele lui Koșcei cel fără de moarte și, prin urmare, descendent al vrăjitoarei Baba Iaga; altele îl prezintă ca o întrupare a vrăjitoarei în cea mai barbară formă a ei. Ciudo-Iudo este unul dintre gardienii Apei Vieții și Morții, iar numele său era invocat în mod tradițional pe timp de secetă. Aparent, poate lua forme omenești și poate să vorbească și să călărească un cal. Are capacitatea de a-și regenera capetele tăiate.
Termenul Ciudo-Iudo se poate să nu fie deloc un nume pentru un anumit tip de dragon, ci mai degrabă un termen fantezist pentru un „monstru” generic. Conform acestei explicații, termenul trebuie înțeles ca o formă poetică de ciudovișce (чудовище) adică „monstru”, cu o terminație -iudo atașată pur și simplu pentru rimă. Ciudo în rusa modernă înseamnă „minune”, iar cândva a avut și sensul de „gigant”; „iudo” se poate referi la Iuda, forma rusă a numelui personal „Iuda”, cu conotații de necurat și demonic.
Zmeii cu trei și șase capete, uciși de eroul titular din „Ivan Popealov” (Иван Попялов, povestea lui Afanasiev #135) apar ca Ciuda-Iuda cu șase, nouă și douăsprezece capete în povestea înrudită #137 „Ivan Bîkovici” (Иван Быкович). Concluzia este că Ciudo-Iudo trebuie să fie tot un dragon, chiar dacă cuvântul „șarpe” (zmei) nu apare în mod explicit în această din urmă poveste. Ciuda-Iuda cu șase, nouă și douăsprezece capete, care apar din Marea Neagră sunt descriși în mod explicit ca zmei într-o altă poveste înrudită, #136 „Burea-bogatîr Ivan fiu de vacă” (Буря-богатырь Иван коровий сын). Burea-bogatîr posedă o sabie magică (sabia Kladeneț), dar își folosește bâta de luptă (sau buzduganul) pentru a-i ataca.
Capetele unui Ciudo-Iudo au o proprietate de vindecare remarcabilă: chiar dacă sunt tăiate, el le poate atașa la loc cu degetul său de foc, conform uneia dintre aceste povești, comparabilă cu puterea regenerativă deținută de Hidra lernaeană care își regenerează capul.
Poveștile populare îl descriu adesea pe Ciudo-Iudo ca trăind dincolo de râul Smorodina⁠(d) – adică în tărâmul morților, la care se ajunge trecând peste podul Kalinov⁠(d). Râul și podul sunt mitice.

## Smok
Termenii smok („șarpe”) și tsmok („cel care înghite”) pot semnifica un dragon, dar și un șarpe obișnuit. Există basme populare slave în care un smok, când atinge o anumită vârstă, devine dragon (zmaj etc.). O tradiție similară este răspândită în țările slave, așa cum este descris mai jos.

## Teme comune

### Șerpi transformați în dragoni
Credința populară conform căreia un șarpe bătrân se transformă în dragon este destul de răspândită în regiunile slave. Acest lucru este, de asemenea, echivalat de tradiții similare în China.
În Bulgaria există o credință populară similară că smok („șarpele lui Esculap”) își începe ciclul de viață ca un șarpe neveninos, dar devine un dragon zmei mai târziu, după ce a trăit 40 de ani. Sau, dacă trupul unui șarpe decapitat (zmiya) este pus lângă un corn de bou sau de bivol, acesta se transformă într-o lamia după doar 40 de zile, conform tradiției populare bulgare publicate de Racio Slaveikov în secolul al XIX-lea.
Există, de asemenea, printre slavii estici, tradiția că o viperă se transformă în dragon. În folclorul ucrainean vipera are nevoie de 7 ani pentru a se metamorfoza într-un dragon, în timp ce, prin comparație, în folclorul belarus timpul necesar este de 100 de ani.
De asemenea, despre balaurul care poate controla vremea, zmeul din folclorul românesc, se crede că a crescut dintr-un șarpe care a trăit timp de 9 ani (credință găsită în Hațeg).

### Vremea
La nivel regional, în Ucraina, în jurul localității Luțk, curcubeul este numit tsmok („înghițitorul”), acesta fiind descris ca un tub care bea apa din mare și din râuri și transportă umezeala sus în nori.
Există noțiunea (despre care se crede că ar fi fost inspirată de tornadă) a unui dragon slav care își scufundă coada într-un râu sau lac și agită apa, gata să provoace inundații.Kmietowicz (1982), p. 207
În folclorul românesc, dragonii sunt călăriți de vrăjitori care controlează vremea, numiți solomonari. Tipul de dragon pe care îl călăresc poate fi zmeu sau balaur, în funcție de sursă.
Lamia și ala (explicate mai jos) sunt, în general, percepute ca dragoni sau demoni meteorologici.

## Dragoni slavi balcanici
În credința populară bulgară, zmei este uneori descris ca o creatură asemănătoare șarpelui, cu trupul acoperit de solzi, cu patru picioare și aripi de liliac, alteori ca jumătate om, jumătate șarpe, cu aripi și o coadă asemănătoare unui pește.
În Bulgaria, acest zmei este considerat, de regulă, o creatură păzitoare binevoitoare, în schimb lamia și ala sunt considerate dăunătoare pentru oameni.

### Zmeiîndrăgostiți
Un subiect preferat al cântecelor populare a fost bărbatul zmei îndrăgostit, care se poate căsători cu o femeie pe care o va duce pe tărâmul celălalt, sau o femeie zmeița, care se îndrăgostește de un cioban. Atunci când un zmei se îndrăgostește de o femeie, ea „poate deveni brusc slăbită, palidă, delăsătoare... și, în general, se poartă ciudat”, iar victima acestei afecțiuni nu poate fi vindecată decât prin baie în infuzii din anumite ierburi, conform superstițiilor.
În Serbia, există exemplul cântecului epic Carica Milica i zmaj od Jastrepca (sârbă Царица Милица и змај од Јастрепца – în traducere „Țarina Milița și zmeiul din Jastrebac⁠(d)”), precum și versiunea de basm popular.

## Dragoni din basmele macedonene
În majoritatea poveștilor și cântecelor populare macedonene, aceștia sunt descriși ca fiind extrem de inteligenți, cu ochi hipnotizanți. Cu toate acestea, uneori, Zmeii pot fi bărbați care se avântă spre cer în caz de furtună pentru a lupta cu Lamia, o versiune malefică feminină care vrea să distrugă recoltele de grâu. Cunoscuți și drept gardieni ai teritoriului, ei chiar îi protejează pe oamenii de acolo. Comportamentul ostil se manifestă atunci când un alt zmeu intră pe teritoriul său. Își putea schimba înfățișarea, luând formă de fum, scânteie puternică, pasăre de foc, șarpe, nor, dar aproape imediat căpăta forma unui bărbat chipeș și intra în camera unei tinere fecioare. Se îndrăgosteau de femei care fuseseră concepute în aceeași noapte cu ei sau născute în aceeași zi cu ei. De obicei, zmeul o păzește pe aleasa lui de la o vârstă fragedă și dragostea lui e pentru totdeauna. Unele fete se îmbolnăvesc când se îndrăgostesc de un zmeu, iar simptomele includ paloare, timiditate, comportament antisocial, lacrimi, tăcere și halucinații. Nu trăiau mult, căci de cele mai multe ori, se ajungea la sinucidere. Zmeii le răpeau pe fete și le duceau în peșterile lor din munți, unde acestea deveneau servitoarele lor.

### Binevoitorulzmeidin Balcani
Există o noțiune pan-balcanică conform căreia zmei-ul (cunoscut sub diverse denumiri) este un fel de „dragon-spirit păzitor” împotriva tipurilor de dragoni „răi”, prezentate mai jos. O explicație ar fi aceea că zmei-ul balcanic simboliza balaurul patriotic care se lupta cu balaurul turc, o modalitate de a exprima frustrarea poporului care nu se putea elibera de sub lunga stăpânire otomană.

### Zmajdin basmele sârbești

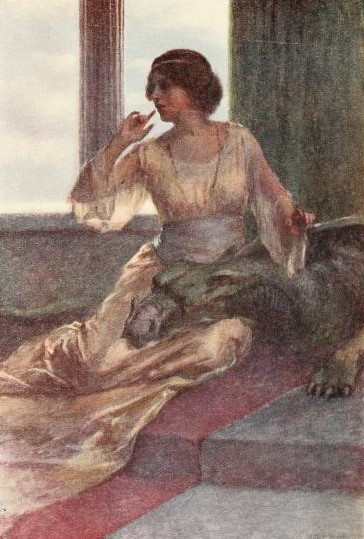
Povestea sârbească „Un pavilion nici în cer, nici pe pământ”. Pictură de William Sewell

Dragonul zmaj din basmele sârbești apare în roluri sinistre în mai multe cazuri. În cunoscuta poveste „Un pavilion nici în cer, nici pe pământ”, cel mai tânăr prinț reușește să-l omoare pe dragonul (zmaj) care le păzește pe cele trei prințese ținute captive.
Antologia de basme populare a lui Vuk Karadžić are și alte exemple. În „Mărul de aur și cei nouă păuni”, dragonul o răpește pe fecioara păun, care este iubita eroului. În „Baš Čelik” eroul trebuie să se lupte cu un rege-dragon.

### Lamia
Lamia⁠(d) (bulgară ламя), derivat din numele personajului mitologiei grecești Lamia⁠(d), este considerată o creatură asemănătoare dragonului în credința populară bulgară, răspândită în prezent în Bulgaria, cu echivalente în Macedonia (lamja / ламја, lamna) și în zonele din sud-estul Serbiei (lamnia / ламња).
Lamia bulgară este descrisă ca un fel de reptilă sau șopârlă, acoperită cu solzi, cu 3-9 capete care sunt ca niște capete de câine cu dinți ascuțiți. Poate avea, de asemenea, gheare ascuțite, aripi palmate, iar solzii pot fi de culoare galbenă.
Lamia bulgară locuiește pe fundul mărilor și al lacurilor, sau uneori în caverne muntoase ori în găuri de copaci și poate opri alimentarea cu apă a oamenilor, cerând jertfe pentru a desface vraja. Lamia, aducătoarea de secetă, era considerată adversarul Sf. Ilia (Ilie) sau al unui alt zmei binevoitor.
În versiunea bulgară a legendei Sfântului Gheorghe, balaurul era o lamia. Legendele bulgare povestesc despre un erou (de fapt, o dublură a Sfântului Gheorghe, denumit „Gheorghe al Florilor”, Cveten Gǝorgi, bulgară цветен Гьорги) care taie cele trei sau mai multe capete ale lamia, iar atunci când reușește să-i taie toate capetele, curg „râuri de belșug”. Acest cântec despre lupta Sfântului Gheorghe cu lamia apare în versurile religioase care se presupune că ar fi cântate cu ocazia zilei Sfântului Gheorghe.
Una dintre versiunile culese de etnologul bulgar Dimitar Marinov începe astfel: „Тръгнал ми е цветен Гьорги/Да обиди нивен сънор/На път среща сура ламя.. (George al Florilor s-a stins / Ocolindu-și congregația /Pe drum a întâlnit o lamia fov...)". O altă versiune culeasă de Marinov înlocuiește lamia cu „Iuda-Samodiva". Trei râuri țâșnesc din cioturile dragonului: de obicei unul de porumb, unul de vin roșu și unul de lapte și miere. De pe urma lor au tras foloase agricultorii, cultivatorii de vii și, respectiv, apicultorii și păstorii.

### Alți dragoni balcanici malefici
Există o oarecare suprapunere sau combinație între lamia și ala (sau hala), deși acesta din urmă este de obicei perceput ca un „vârtej”; acestea ar putea fi diferențe regionale. Lamia din estul Bulgariei este adversarul binevoitorului zmei, iar ala este corespondentul său din vestul Bulgariei.
Acest motiv al eroului împotriva dragonului rău (lamia, ala/hala sau aždaja) se găsește în general în întreaga regiune slavă balcanică. Uneori, acest erou este un sfânt (de obicei Sfântul Gheorghe). Și după ce eroul îi taie toate cele trei capete, „trei râuri de grâu, lapte și vin” curg din cioturi.

### Ala
Demonul sau creatura cunoscută sub numele de ala⁠(d) (sau hala), al cărui nume derivă din cuvântul grecesc cu sensul de „grindină”, a luat aspectul de ceață densă sau de nor negru. În estul Bulgariei, ala era considerat responsabil de vânturile puternice și de vârtejuri, în timp în tradiția bulgară de sud-vest responsabil era lamia. În tradiția bulgară de vest, ala în sine era considerat vârtejul, cel care păzea norii și oprea ploaia, dar și un tip de dragon, alături de credința populară că smok (echivalat cu „șarpe de iarbă”, dar mai degrabă ăarpele lui Esculap) era un vârtej care săpa în stânci.
Aceste ala erau cunoscute și în estul și centrul Serbiei. Tradiții similare apar în Croația, Bosnia și Herțegovina, Muntenegru.

### Aždaja
Demonul ala era cunoscut și sub alte denumiri la nivel regional, în unele părți ale Bulgariei purta numele de ajdarha (bulgară аждарха) sau ajder (аждер), în macedoneană aždaja sau ažder (аждаја, аждер), în sârbă aždaja (аждаја).
Cuvântul aždaja sau aždaha este împrumutat din persană azdahā (اژدها), și își are originile în mitologia indo-iraniană construită în jurul dragonului azidahā. De exemplu, în unele icoane locale croate, Sfântul Gheorghe este înfățișat ucigând un aždaja și nu un zmaj.

### Pozoj
Pozoj este un dragon din legendele Croației. În cantonul Međimurje, se spunea că pozoj-ul din Čakovec locuia sub oraș, cu capul sub biserică și coada sub piața orașului, sau invers, și nu putea fi alungat decât de un grabancijaš (un „învățat rătăcitor”, interpretat ca „ucenic [la magie] neagră”).
Pozoj este cunoscut și în Slovenia și, conform legendei, există unul care trăiește sub orașul Zagreb, provocând cutremure ori de câte ori ridică din umeri. Poetul Matija Valjavec⁠(d) (1866) a publicat câteva povești despre pozoj în revista „Slovenski glasnik⁠(d)”, care leagă creatura și de črne škole dijak („elevul negru”), pe care alte surse slovene îl numesc črnošolec („ucenicul vrăjitorului”) și pe care unii îl echivalează cu un grabancijaš dijak („mag negru”).
Dragonii din Slovenia sunt în general personaje negative în natură și apar de obicei în relație cu Sfântul Gheorghe. Zeul-erou sloven Kresnik este cunoscut ca ucigaș de dragoni.

## Reprezentări

Stema Moscovei

Există structuri naturale sau create de om care au legătură cu lumea dragonilor. Există și reprezentări în sculptură și pictură. În iconografie, legenda Sfântului Gheorghe învingând balaurul este proeminentă în zonele slave. Dragonul este un motiv comun în heraldică, iar stema unor orașe sau familii înfățișează dragoni.
Podul Dragonului (slovenă Zmajski most) din Ljubljana, Slovenia, descrie dragoni asociați cu orașul sau despre care se spune că sunt gardienii orașului, iar pe stema orașului este înfățișat un dragon (reprezentându-l pe cel ucis de Kresnik).
Stema Moscovei înfățișează, de asemenea, un Sf. Gheorghe (simbolizând creștinismul) care ucide balaurul (simbolizând Hoarda de Aur). 
Unele structuri preistorice, în special Valurile șarpelui⁠(d) de lângă Kiev, au fost asociate cu dragonii ca simboluri ale popoarelor străine.

### În cultura populară
- Ilia Muromeț (film din 1956), Zmei Gorînîci, sau „Zuma the Fire Dragon” în versiunea engleză
- Dobrînea Nikitici⁠(d) (animație din 1965, Soiuzmultfilm)
- Cardak ni na nebu ni na zemlji⁠(d) („Un pavilion nici în cer nici pe pământ", animație din 1978)